# Triturus ivanbureschi
Triturus ivanbureschi Arntzen & Wielstra in Wielstra, Litvinchuk, Naumov, Tzankov, & Arntzen, 2013 è un anfibio caudato appartenente alla famiglia dei Salamandridi.

## Descrizione
Tritone crestato di grandi dimensioni e struttura robusta, con dorso scuro, di colori variabili dal marrone al grigio, e macchie tondeggianti nere, spesso leggermente verdognole. Fianchi quasi privi di puntini bianchi. Ventre e gola sono di colore arancione brillante, con macchie nere ben definite. Nel periodo riproduttivo i maschi presentano una cresta dorsale alta, nettamente seghettata, e cresta caudale liscia. A ciascun lato della coda si trova una banda longitudinale bianco-argentea. Ha una lunghezza totale di 14-18 cm.

## Biologia
Il tritone crestato Triturus ivanbureschi è un ottimo esempio dell'intricata tassonomia di questo gruppo: in un primo momento, infatti, fu considerato una variante e poi una sottospecie del tritone crestato di Karelin (Triturus karelinii), diffuso nel nord-est della Turchia e nel Caucaso. Successivamente fu classificato come specie a sé stante con il nome di Triturus arntzeni e infine nuovamente descritto nel 2013 con un altro nome, dal momento che il nome «arntzeni» si riallacciava a una forma ibrida tra T. macedonicus e T. ivanbureschi, risultando quindi un sinonimo un valido.

## Distribuzione ed habitat
Triturus ivanbureschi occupa la parte sud-orientale della regione balcanica, mentre il tritone crestato della Macedonia, suo parente stretto, popola la parte occidentale dei Balcani. In Europa si trova nel nord-est della Grecia e in Bulgaria, oltre ad alcune popolazioni isolate in Serbia, ad altitudini fino a 1700 m; inoltre questa specie compare anche nel nord-ovest della Turchia. Triturus ivanbureschi colonizza molti tipi di habitat acquatici come stagni, acquitrini, laghi, laghetti, fossi, abbeveratoi per il bestiame o pianure alluvionali. Sulla terraferma predilige boschi ombrosi di latifoglie.